# Trauma (film, 1976)
Pour les articles homonymes, voir Trauma.
Pour plus de détails, voir Fiche technique et Distribution.
Trauma (Burnt Offerings) est un film d'épouvante italo-américain réalisé par Dan Curtis et sorti en 1976.

## Synopsis
La famille Rolfe emménage pour les vacances dans une immense demeure victorienne. Les propriétaires, deux vieillards excentriques, ne demandent étrangement aucun loyer, leur seule condition étant que les Rolfe s'occupent durant leur séjour de leur vieille mère, une hypothétique Madame Allardyce, censée ne jamais quitter sa chambre située sous les combles. C'est Marian, l'épouse de Ben Rolfe, qui décide de porter ses repas à l'étrange vieille dame. Pourtant, très vite, des événements étranges commencent à survenir au sein de la demeure. Ben est régulièrement hanté par un cauchemar relatif à un traumatisme d'enfance ; son fils David frôle la mort à plusieurs reprises, et la santé d'Elizabeth, la vieille tante de Ben, se dégrade subitement ; de son côté, Marian semble changer de personnalité, et passe des heures dans les combles à contempler la vaste collection de photos de Madame Allardyce... Peu à peu, Ben doit se résoudre à admettre la vérité : quelque chose de maléfique vit dans cette maison et est en train de détruire sa famille...

## Fiche technique
- Titre original : Burnt Offerings
- Titre français : Trauma
- Réalisation : Dan Curtis
- Scénario : Dan Curtis et William F. Nolan, d'après le roman Notre vénérée chérie, de Robert Marasco
- Production : Dan Curtis, Robert Singer et Alberto Grimaldi
- Sociétés de production : Dan Curtis Productions Inc. et Produzioni Europee Associati
- Musique : Bob Cobert
- Photographie : Jacques R. Marquette
- Montage : Dennis Virkler (en)
- Décors : Eugène Lourié
- Costumes : Ann Roth
- Sociétés de production : United Artists, Dan Curtis Productions, PEA Films
- Pays de production :  États-Unis -  Italie
- Format : Couleurs - 1,85:1 - Mono - 35 mm
- Genre : Horreur
- Durée : 116 minutes
- Dates de sortie : 
  - France : avril 1976 (Festival international du film fantastique et de science-fiction de Paris) ; 1979 (sortie nationale)
  - Italie : 25 mai 1976 (Milan)
  - États-Unis : 25 août 1976 (Los Angeles) ; 18 octobre 1976 (sortie nationale)
- Classification :
  - France : Interdit aux moins de 12 ans.

## Distribution
- Karen Black : Marian Rolf
- Oliver Reed (VF : Laurent Hilling) : Ben Rolf
- Burgess Meredith : Arnold Allardyce
- Eileen Heckart : Roz Allardyce
- Lee Montgomery (VF : Philippe David) : David Rolf
- Dub Taylor : Walker
- Bette Davis : tante Elizabeth
- Joseph Riley : le père de Ben
- Todd Turquand : Ben enfant
- Orin Cannon : le ministre
- Jim Myers : le docteur Ross
- Anthony James : le chauffeur

## Autour du film
- Le tournage s'est déroulé à Oakland, en Californie.
- Karen Black, qui était enceinte de quatre mois au moment du tournage, avait déjà tourné sous la direction du cinéaste dans La Poupée de la terreur (1975).

## Distinctions
- Prix du meilleur film d'horreur, meilleur réalisateur et meilleur second rôle féminin pour Bette Davis, par l'Académie des films de science-fiction, fantastique et horreur en 1977.
- Prix du meilleur réalisateur, meilleur acteur pour Burgess Meredith et meilleure actrice pour Karen Black, lors du Festival international du film de Catalogne en 1977.